# Узбекска съветска социалистическа република
Узбекската съветска социалистическа република е една от републиките на Съветския съюз.

## История
През 1924 година след националното обособяване на народите от Средна Азия на териториите на Туркестанската АССР, Бухарската народна република и на Хорземската народна република са образувани пет съветски социалистически републики, една от които е Узбекската ССР. На следващата година Узбекската ССР влиза в състава на Съветския съюз.
До 1929 година в състава на Узбекската ССР влиза Таджикската автономна съветска социалистическа република, след което Таджикската АССР получава статут на съюзна република. През 1930 година столицата на Узбекската ССР е преместена от Самарканд в Ташкент През 1936 година към територията на Узбекската ССР е прибавена Каракалпакската АССР от Казахската ССР. След Втората световна война части от територията на Узбекската и Казахска ССР претърпяват корекции, като са прибавени към едната или другата съветска република.